# بورناسکو
بورناسکو (به ایتالیایی: Bornasco) یک کومونه در ایتالیا است که در استان پاویا واقع شده‌است.

## خصوصیات
بورناسکو ۱۲٫۷ کیلومترمربع مساحت و ۱٬۸۸۱ نفر جمعیت دارد.